# Исаак (Баракат)
Митрополи́т Исаа́к (араб. (بركات) المتروبوليت إسحق‎; в миру Абдуалла Баракат, фр. Abduallah Barakat; 25 июня 1966, Дамаск) — епископ Антиохийской православной церкви, митрополит Германский и Центрально-Европейский.

## Биография
В 1971—1983 годы обучался в школе. В 1983 году поступил на юридический факультет Дамасского института. Отучившись два курса, поступил в 1986 году на военную службу.
В 1990 году поехал в Грецию, где до 1991 года изучал греческий язык на факультете философии Университета Аристотеля в Салониках. С 1991 по 1996 год обучался в Богословской школе того же университета, который окончил со степенью бакалавра богословия. В 1997—2000 годы прошёл магистратуру на кафедре библеистики и получил степень магистра богословия (Master of Divinity) за сочинение «Детство Христа в Евангелии от Иакова» написанное под руководством профессора Иоанниса Кравивопулоса. В период с 1998 по 1999 год, благодаря гранту EKD, он изучал Новый Завет в Университете Эрлангена в Германии.
В 2000—2001 годы — заместитель декана в Богословском институте святого Иоанна Дамаскина Баламандского университета. В 2000—2005 годах возглавлял центр православного движения «Шабия» в Дамаске и был священником в церкви Святого Креста в Дамаске. С 2005 по 2010 год он был настоятелем Патриаршего монастыря Богоматери Баламандской в Ливане, а также заместителем декана и преподавателем литургики в Богословском институте святого Иоанна Дамаскина. В 2008—2009: преподаватель литургики на факультете литургии в Университете Святого Духа (Касслик) в Ливане.
В 2011 году получил докторскую степень в Университете Аристотеля в Салониках, защитив диссертацию «Патриарх Антиохийский Игнатий IV, учитель церкви».
На заседании Священного Синода Антиохийской Православной Церкви 21—23 июня 2011 года архимандрит Исаак был избран викарием Патриарха Антиохийского. 10 июля 2011 года в Успенском кафедральном соборе в Дамаске был хиротонисан во епископа Апамейского, викария Патриарха Антиохийского. Хиротонию совершили: патриарх Антиохийский Игнатий IV, митрополит Тиро-Сидонский Илия (Кфури), митрополит Мексиканский Антоний (Шедрауи), митрополит Хомский Георгий (Абу-Захам), митрополит Сантьягский Сергий (Абад), митрополит Сан-Паульский Дамаскин (Мансур), митрополит Аккарский Василий (Мансур), митрополит Европейский Иоанн (Язиджи), митрополит Бострийский Савва (Эсбер), митрополит Алеппский Павел (Язиджи), епископ Дарайский Моисей (Хури), епископ Каррский Гаттас (Хазим) и епископ Сейднайский Лука (Хури).
1—3 сентября 2011 года был единственным представителем Антиохийского патриархата совещании предстоятелей четырёх «древних Патриархатов» и Кипрской церкви на Фанаре.
15 октября 2013 года был избран правящим архиереем новоучрежденной Германской митрополии с возведением в сан митрополита. 24 ноября в Кёльне в присутствии большого числа духовенства и верующих состоялась интронизация митрополита Исаака, которую возглавил Патриарх Антиохийский и всего Востока Иоанн X.